# Patricia McKenna
Patricia McKenna este un om politic irlandez, membru al Parlamentului European în perioada 1999-2004 din partea Irlandei.